# Mirosław Henke
Mirosław Władysław Henke (ur. 7 czerwca 1950 w Łodzi) – polski aktor i pedagog, członek zespołu Teatru Powszechnego w Łodzi, profesor sztuk teatralnych, wykładowca na Wydziale Aktorskim Państwowej Wyższej Szkoły Filmowej, Telewizyjnej i Teatralnej w Łodzi.

## Biografia

### Wykształcenie i kariera pedagogiczna
Ukończył rusycystykę na Uniwersytecie Łódzkim (1971), a następnie studia aktorskie w łódzkiej Filmówce (1975). Od 1984 pracuje jako wykładowca na Wydziale Aktorskim tejże uczelni. 22 listopada 1999 otrzymał na swojej macierzystej uczelni stopień doktora sztuk teatralnych, a 23 lutego 2004 uzyskał habilitację. Równocześnie został profesorem nadzwyczajnym swojej uczelni. 4 marca 2015 otrzymał tytuł naukowy profesora.

### Kariera aktorska

#### Teatr
W 1975 został aktorem Teatru Powszechnego w Łodzi. W 1977 przeszedł do zespołu Teatru im. Bogusławskiego w Kaliszu, a stamtąd w 1980 do Teatru im. Żeromskiego w Kielcach.  W latach 1982–1984 pracował w Teatrze Polskim w Bydgoszczy, a następnie od 1984 był związany z Teatrem Studyjnym 83' w Łodzi. Od 1990 ponownie występuje w Teatrze Powszechnym w Łodzi.

#### Film i telewizja
Źródło (2023-05-22).
| rok       | tytuł                                                   | rola                            | uwagi                     |
| --------- | ------------------------------------------------------- | ------------------------------- | ------------------------- |
| 1975      | Mała sprawa                                             | robotnik malujący linię         |                           |
| 1978      | Wesela nie będzie                                       | Roman, kolega Wojtka            |                           |
| 1998      | Swoja                                                   | ksiądz                          | spektakl Teatru Telewizji |
| 2002      | Klan                                                    | Socha, pijaczek na komisariacie | odcinek 657               |
| 2002      | Moje pieczone kurczaki                                  | ojciec Magdy                    |                           |
| 2003-2005 | Sprawa na dziś                                          | sąsiad Kluczyków                |                           |
| 2014      | Arizona w mojej głowie / They chased me through Arizona | pracownik fabryki               |                           |
| 2017      | Soyer                                                   | dyrektor zoo                    |                           |

## Odznaczenia
- Brązowy Krzyż Zasługi (1980)[2]
- Zasłużony Działacz Kultury (1986)[2]